# Edgar Ende
Edgar Ende (Altona, 23 de febrero de 1901 - Baiern, 27 de diciembre de 1965) fue un pintor alemán surrealista y padre del célebre escritor Michael Ende.
Aunque en los años 30 sus pinturas atrajeron la atención internacional, fueron condenadas como degeneradas por el gobierno nazi y se le prohibió exponer y pintar sus obras en 1936. En 1940 fue enrolado en el ejército alemán en la artillería antiaérea.
Se considera que las pinturas de Edgar Ende tuvieron una gran influencia sobre la escritura de su hijo. Por ejemplo, en las escenas como sacadas de un sueño de su obra Die Unendliche Geschichte (La historia interminable), y se hicieron también explícitas en el libro de Michael Ende Der Spiegel im Spiegel (El espejo en el espejo), que es una colección de historias cortas basadas (e impresas junto a ellas) en las obras surrealistas de su padre.